# Rhinophrynus
Rhinophrynus là một chi động vật lưỡng cư trong họ Rhinophrynidae, thuộc bộ Anura. Chi này có 1 loài và không bị đe dọa tuyệt chủng.

## Danh sách loài
- Rhinophrynus dorsalis Duméril & Bibron, 1841
- †Rhinophrynus canadensis Holman 1963

## Hình ảnh

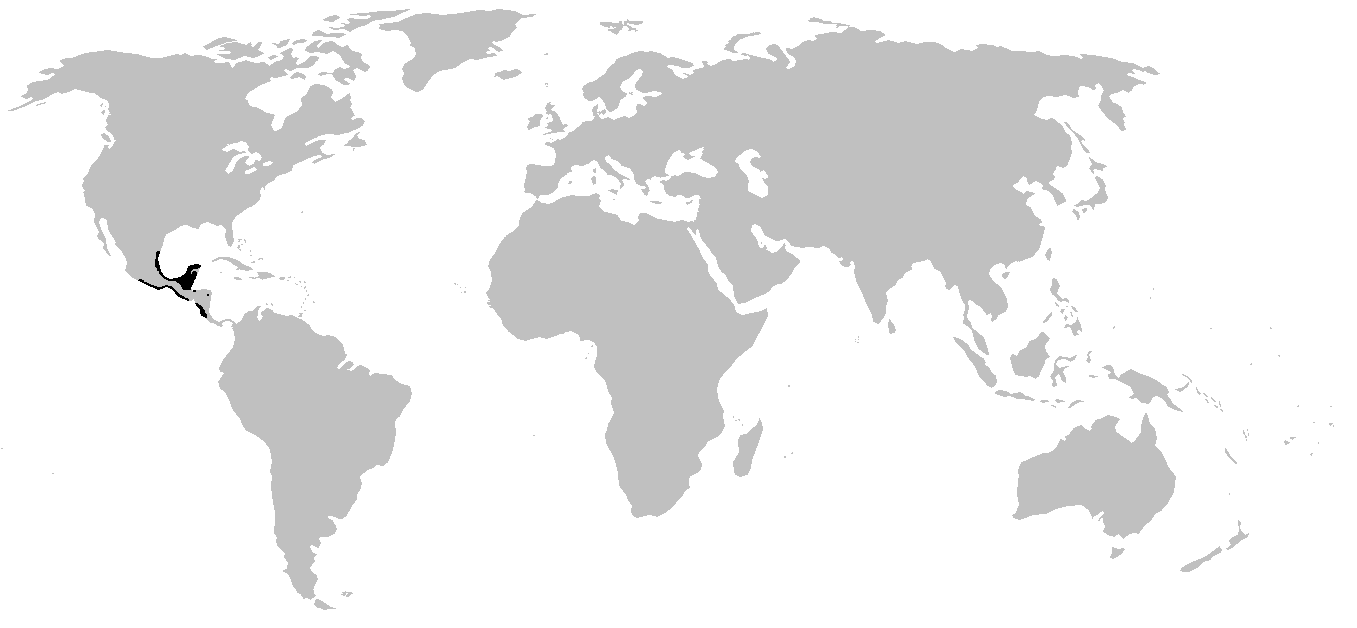